# T-Norm
Eine T-Norm, oft auch klein t-Norm, ist eine mathematische Funktion, die im Bereich mehrwertiger Logiken, insbesondere in der Fuzzy-Logik, Bedeutung erlangt hat. Der Begriff leitet sich vom Englischen triangular norm, zu Deutsch Dreiecksnorm ab, und rührt daher, dass eine T-Norm eine dreiecksähnliche Fläche im {\displaystyle \mathbb {R} ^{3}} beschreibt.

## Eigenschaften
Eine T-Norm ist auf dem Einheitsintervall [0,1] definiert
{\displaystyle T:[0,1]\times [0,1]\rightarrow [0,1]}
und muss folgende Eigenschaften aufweisen (zur exakten Definition dieser Eigenschaften siehe die Tabelle zu T-Norm und T-Conorm am Ende dieses Artikels):
- Assoziativität: T(a, T(b, c)) = T(T(a, b), c)
- Kommutativität: T(a, b) = T(b, a)
- Monotonie: T(a, b) ≤ T(c, d), falls a ≤ c und b ≤ d
- 1 ist neutrales Element: T(a, 1) = a

Die T-Norm dient dazu, für mehrwertige Logiken einen verallgemeinerten Konjunktions-Operator zu stellen. Die oben genannten Eigenschaften sind gleichsam allgemeinste Eigenschaften eines solchen Operators: Assoziativität und Kommutativität sind selbstverständlich. Die Monotonie garantiert eine gewisse Regelmäßigkeit in der Struktur von Definitions- und Zielmenge. Die „1“ als neutrales Element ermöglicht Konjunktionen, deren Ergebnis nur von einem Operanden abhängt.
Diese Eigenschaften werden im Zusammenhang mit Fuzzy-Mengen verwendet, um die Schnittmengen-Operation nachzubilden.

## T-Conormen
Komplementär zu T-Normen werden T-Conormen (auch S-Normen genannt) verwendet, als Bezeichner ist entsprechend ⊥ oder S üblich:
{\displaystyle \bot (a,b)=1-\top (1-a,1-b).}
Mit Hilfe der De Morganschen Gesetze lässt sich auf der Basis einer T-Norm, welche Konjunktion bzw. Schnittmenge liefert, und einer Negation die Disjunktions- bzw. die Vereinigungsmengen-Operation ableiten.
Verallgemeinerung: Es kann ein anderer als der Standard-Negator
{\displaystyle \operatorname {n} (x)=1-x}
verwendet werden. Damit wird obige Beziehung verallgemeinert zu
{\displaystyle \bot (a,b)=\operatorname {n} (\top (\operatorname {n} (a),\operatorname {n} (b))).}
Die Mindestanforderungen an einen Negator sind im Allgemeinen: Monotonie (fallend), n(0)=1, n(1)=0.

In diesem Zusammenhang wird aber strenge Monotonie und Involutivität n(n(x)) = x, d. h. n = n−1, gefordert:

Das Tripel {\displaystyle (\top ,\bot ,n)} heißt dann De-Morgan-Triplett.

## Geläufige T-Normen und T-Conormen
{\displaystyle {\begin{matrix}\mathrm {\top _{min}} (a,b)&=&\min\{a,b\}&\mathrm {\bot _{max}} (a,b)&=&\max\{a,b\}\\\\\mathrm {\top _{Luka}} (a,b)&=&\max\{0,a+b-1\}&\mathrm {\bot _{Luka}} (a,b)&=&\min\{a+b,1\}\\\\\mathrm {\top _{prod}} (a,b)&=&a\cdot b&\mathrm {\bot _{sum}} (a,b)&=&a+b-a\cdot b\\\\\mathrm {\top _{-1}} (a,b)&=&\left\{{\begin{matrix}a,&{\mbox{falls }}b=1\\b,&{\mbox{falls }}a=1\\0,&{\mbox{sonst}}\end{matrix}}\right.&\mathrm {\bot _{-1}} (a,b)&=&\left\{{\begin{matrix}a,&{\mbox{falls }}b=0\\b,&{\mbox{falls }}a=0\\1,&{\mbox{sonst}}\end{matrix}}\right.\end{matrix}}}
Die angegebenen T-Conormen sind jeweils bezüglich der Standardnegation N(x)=1-x zur entsprechenden T-Norm dual, also über die De Morganschen Gesetze verknüpft. Mit anderen involutiven Negationen ergeben sich im Allgemeinen auch andere T-Conormen.
Die erstgenannte wird wegen ihrer Einfachheit und ihrer unten genannten Eigenschaften am häufigsten eingesetzt. Die 3. T-Norm, sowie deren T-Conorm kommen aus der Wahrscheinlichkeitsrechnung.
Weiterhin gelten folgende Zusammenhänge:
{\displaystyle {\begin{matrix}\mathrm {\top _{-1}} (a,b)&\leq &\top (a,b)&\leq &\mathrm {\top _{min}} (a,b)\\\mathrm {\bot _{max}} (a,b)&\leq &\bot (a,b)&\leq &\mathrm {\bot _{-1}} (a,b)\end{matrix}}}
D. h., dass die drastische T-Norm (T-1) die kleinste und die Minimum-T-Norm die größte ist. Umgekehrtes gilt für die T-Conorm. T(a, b) bzw. ⊥(a, b) steht hierbei für jede beliebige T-Norm bzw. T-Conorm.

## Zusammenhänge zwischen T-Norm und T-Conorm
Aufgrund der schon erwähnten De Morganschen Gesetze ergeben sich folgende komplementären Zusammenhänge:
1-⊥(a,b) = T(1-a, 1-b)     und     1-T(a,b) = ⊥(1-a, 1-b)
Den obigen Axiomen für T-Normen entsprechen folgende Bedingungen für eine T-Conorm:
|                    | T-Norm                    | T-Conorm                  |
| ------------------ | ------------------------- | ------------------------- |
| Nullelement:       | T(0,a) = T(a,0) = 0       | ⊥(a,1) = ⊥(1,a) = 1       |
| Neutrales Element: | T(a,1) = T(1,a) = a       | ⊥(0,a) = ⊥(a,0) = a       |
| Assoziativität:    | T(a,T(b,c)) = T(T(a,b),c) | ⊥(a,⊥(b,c)) = ⊥(⊥(a,b),c) |
| Kommutativität:    | T(a,b) = T(b,a)           | ⊥(a,b) = ⊥(b,a)           |
| Monotonie:         | a ≤ b ⇒ T(a,c) ≤ T(b,c)   | a ≤ b ⇒ ⊥(a,c) ≤ ⊥(b,c)   |

Diese Beziehungen gelten nicht nur für den Standard-Negator, sondern für jedes De-Morgan-Triplett.

## Zusammenhang zwischen T-Norm und Copula
Eine T-Norm hat die positive Rechteck-Eigenschaft, wenn für {\displaystyle a_{1}\leq a_{2},b_{1}\leq b_{2}} gilt:
{\displaystyle \mathrm {\top } (a_{1},b_{1})+\mathrm {\top } (a_{2},b_{2})-\mathrm {\top } (a_{1},b_{2})-\mathrm {\top } (a_{2},b_{1})\geq 0}
Jede T-Norm mit positiver Rechteck-Eigenschaft ist eine bivariate Copula (siehe Grabisch et al. 2009). Von obigen Beispielen sind {\displaystyle \mathrm {\top _{min}} ,\mathrm {\top _{Luka}} ,\mathrm {\top _{prod}} } gleichzeitig Copulae, {\displaystyle \mathrm {\top _{-1}} } jedoch nicht.